# 白花村
白花村（又稱百花村）是一條位於香港新界元朗屏山的村落。該村位於朗天路和庸園路交界，與永寧村、振興新村和水邊圍為鄰。白花村是一條寮屋村，於戰後立村，並非新界原居民村落。

## 歷史
白花村背靠屏山的一小山，土名為白飯嶺，後雅化為白花嶺，有分別高24米和31米的雙峰。白飯嶺歷史上是屏山鄉原居民的殯葬之地，嶺前原是一大片由屏山鄉擁有的農田。1938年，商人李祥和於青山公路廿四咪半、白花嶺南麓建立大型腐竹廠，李氏家族亦於廠後興建家族大宅，廠前建有一個大型中式門樓。
戰後，開始有人在白花嶺東麓、李祥和廠後搭建寮舍聚居，是為白花村。
1953年，由元朗商紳趙聿修所擁有的思源別墅落成，別墅成為元朗鄉紳與政府官員交流的其中一個重要地點。1994年，別墅重建成低密度屋苑康屏花園。
1991年，連接元朗市和天水圍新市鎮的朗天路通車，將白花村從元朗市分隔開。
1990年代，李氏家族將廠房出售，原址於2005年發展成低密度屋苑綠悅。

## 相關事件
- 1969年，白花村發生姦殺案，死者關錦裳是崇德英文書院的女學生，事發當日為天后寶誕，學校放假一天，案件至今懸疑未破。[1]